# Ženich s togo sveta
Ženich s togo sveta (Жених с того света) è un film del 1958 diretto da Leonid Iovič Gajdaj.